# Бороздин, Корнилий Богданович
Корни́лий Богда́нович Борозди́н (1708—1773) — генерал-аншеф Русской императорской армии, стоявший у истоков русской конной артиллерии. Дед историка К. М. Бороздина.

## Биография
Корнилий Бороздин родился в семье псковского ландрата Богдана Петровича Бороздина (1666—1727). В отрочестве был взят в пажи ко двору вдовствующей царицы Прасковьи Фёдоровны, где обратил на себя внимание Петра Великого, которой уговорил невестку отдать его. В 1720 году Бороздин, сохраняя звание пажа, поступил в Инженерную школу, откуда через 6 лет был выпущен сержантом артиллерии. В 1728 году произведён в чин штык-юнкера, в 1730 — в подпоручики, в 1733 — в поручики.
В 1734 году Бороздин находился при осаде и взятии Данцига; в 1735 — состоял при генерал-майоре Ласси, занимавшемся на Дону приготовлением к походу на крымских татар. За неутомимую деятельность и отличие в походах 1736—1737 был произведён в капитаны. Прибыв с поручением фельдмаршала Ласси в Петербург, Бороздин был назначен в Ригу, где происходили приготовления к войне со шведами. Здесь он был произведён в майоры, а затем в подполковники. Обратил на себя внимание генерал-фельдмаршала Шувалова, который избрал его своим ближайшим помощником, при первом усовершенствовании русской артиллерии. В 1755 году произведён в полковники и назначен начальником артиллерии армии, действовавшей против Пруссии.
Это первый природный русский, достигший подобной должности. Под Цорндорфом получил три раны, а под Пальцигом — четвёртую, но оставался на поле битвы до последнего выстрела. 1 января 1759 за отличие произведён в генерал-поручики; 1 августа был одним из виновников поражения Фридриха при Кунерсдорфе, за что был награждён орденом Святого Александра Невского. После получения стольких ран здоровье его было значительно подорвано, и Екатерина особым рескриптом разрешила ему вернуться в Петербург.
Участвуя в 1755 и 1756 годах в преобразовании некоторых русских полков из драгунских в конно-гвардейские, имевшие каждый по две трёхфунтовых пушки, он первый предложил посадить прислугу этих орудий на коней и первый употребил эту артиллерию в сражениях. В день восшествия Императрицы Екатерины на престол Бороздин был назначен начальником всей артиллерии в Петербурге.
21 апреля 1764 года Корнилий Богданович Бороздин был уволен со службы с производством в генерал-аншефы; жил в своём родовом имении Ладино, где и скончался 17 мая 1773 года.
Его старший сын Василий (1744—1805) также был военным, дослужился до генерал-майора. Младший — Матвей (1753—1817) — крупный чиновник в судебном ведомстве, сенатор, тайный советник. Дочь Елизавета (в замужестве Нилова) стала писательницей и переводчицей, работала вместе с Г. Р. Державиным.